# Anna Suk
Anna Suk (* 1994 in Wien) ist eine österreichische Schauspielerin.

## Leben
Anna Suk stand für den Kurzspielfilm Musik von Stefan Bohun erstmals vor der Kamera. Im Kurzspielfilm Wannabe von Regisseur Jannis Lenz hatte sie 2017 die Hauptrolle als Coco, die mit der Produktion ihres eigenen YouTube-Kanals Coco Channel eine eigene Welt kreiert, in der sie sich im Internet so erfolgreich, beliebt und selbstbewusst darstellt, wie sie es im realen Leben gerne wäre. Der Film wurde auf zahlreichen Festivals gezeigt, unter anderem am Filmfestival Max Ophüls Preis 2017.
2017 stand sie außerdem für Dreharbeiten für den Kinofilm Cops des Regisseurs Stefan A. Lukacs vor der Kamera, wo sie die Rolle der Nicky spielte. 2018 wurde sie dafür als Bester Schauspielnachwuchs (Nebenrolle) am Filmfestival Max Ophüls Preis ausgezeichnet. Unter der Regie von Patrick Vollrath stand sie für den Kinospielfilm 7500 vor Kamera.
Im Kurzspielfilm Generalprobe von Jannis Lenz verkörperte sie weibliche Hauptrolle, der Film wurde im März 2018 auf der Diagonale gezeigt. Im mittellangen Film Freigang von Martin Winter (2019) hatte sie ebenfalls die weibliche Hauptrolle. Darin spielte sie die Rolle der Kathi, einer jungen Mutter, die in Haft ist. Im Rahmen des First Steps Awards wurde sie dafür für den Götz-George-Nachwuchspreis nominiert.
Eine weitere Hauptrolle übernahm sie in dem zum Filmfestival Max Ophüls Preis 2023 eingeladenen Langspielfilm Wer wir einmal sein wollten von Özgür Anil.

## Filmografie (Auswahl)
- 2015: Musik (Kurzfilm)
- 2017: Wannabe (Kurzfilm)
- 2018: Cops
- 2018: Generalprobe (Kurzfilm)
- 2019: Freigang
- 2019: 7500
- 2020: Walking on Sunshine (Fernsehserie)
- 2020: SOKO Kitzbühel – Grünes Feuer (Fernsehserie)
- 2021: SOKO Donau/SOKO Wien – Böser Geist (Fernsehserie)
- 2022: Vote! (Kurzfilm)
- 2022: Fireworks (Kurzfilm)
- 2023: Wer wir einmal sein wollten

## Auszeichnungen und Nominierungen
- 2018: Filmfestival Max Ophüls Preis – Auszeichnung als Bester Schauspielnachwuchs (Nebenrolle) für Cops[5]
- 2018: Diagonale – Schauspielpreis für das gesamte Ensemble von Cops[9]
- 2018: Internationales Filmfest Braunschweig – Braunschweiger Filmpreis für die beste Newcomerin für Cops[10]
- 2019: First Steps Awards –  Nominierung für den Götz-George-Nachwuchspreis für Freigang[2]